# Alex Quaison-Sackey
Alex Quaison-Sackey, ganski diplomat in politik, * 9. avgust 1924, Winneba, † 28. december 1992, Akra.
Bil je prvi ganski veleposlanik v Združenih narodih od leta 1959 do 1965. Od leta 1964 do 1965 je bil predsednik generalne skupščine Združenih narodov, bil je prvi afričan na tem položaju. V tem času je bil Quaison-Sackey tudi veleposlanik na Kubi (1961-1965) in veleposlanik v Mehiki (1962-1964). Leta 1965 je postal zunanji minister. Na tem položaju je bil le nekaj mesecev, ko je bil izveden državni udar na predsednika Kwame Nkrumaha. 
Quaison-Sackey je kasneje napisal knjigo spominov z naslovom Africa Unbound.